# Montreal Alliance
Montreal Alliance, en francés Alliance de Montréal, es un equipo de baloncesto canadiense que juega en la CEBL, la primera competición profesional de su país. Tiene su sede en la ciudad de  Montreal, Quebec, y disputa sus partidos como local en el Verdun Auditorium, con capacidad para 4.111 espectadores.

## Historia
Con anterioridad, los Montreal Jazz jugaron su única temporada en la Liga Nacional de Baloncesto de Canadá en la temporada 2012-13. El equipo no jugó en la temporada 2013-14 después de no poder conseguir un nuevo grupo propietario.
En febrero de 2021, se anunció por primera vez que un equipo de Montreal se uniría a la CEBL en 2022. El 27 de octubre de 2021, se revelaron el nombre y la marca del equipo. Joel Anthony fue nombrado director general inaugural de los Alliance el mes siguiente. Los Montreal Alliance anunciaron el martes 8 de marzo de 2022 que Vincent Lavandier había sido nombrado primer entrenador de la franquicia de expansión de la Canadian Elite Basketball League (CEBL).

## Trayectoria
| Liga   | Temporada         | Entrenador | Temporada regular | Temporada regular | Temporada regular | Temporada regular | Playoffs        | Playoffs        | Playoffs        | Playoffs  |
| Liga   | Temporada         | Entrenador | Ganados           | Perdidos          | % Ganados         | Puesto            | Ganados         | Perdidos        | % ganados       | Resultado |
| ------ | ----------------- | ---------- | ----------------- | ----------------- | ----------------- | ----------------- | --------------- | --------------- | --------------- | --------- |
| CEBL   |                   |            |                   |                   |                   |                   |                 |                 |                 |           |
| 2022   | Vincent Lavandier | 4          | 16                | .200              | 10.º              | No se clasificó   | No se clasificó | No se clasificó | No se clasificó |           |
| 2023   | Derrick Alston    | 7          | 13                | .350              | 5.º Este          | No se clasificó   | No se clasificó | No se clasificó | No se clasificó |           |
| Totals | Totals            | Totals     | 11                | 29                | .275              | —                 | 0               | 0               | —               |           |